# Sardis City
Sardis City är en kommun (town) i Etowah County, och Marshall County, i Alabama. Vid 2020 års folkräkning hade Sardis City 1 814 invånare.